# Talimoro
Talimoro ist ein osttimoresischer Suco im Verwaltungsamt Ermera (Gemeinde Ermera).

## Geographie

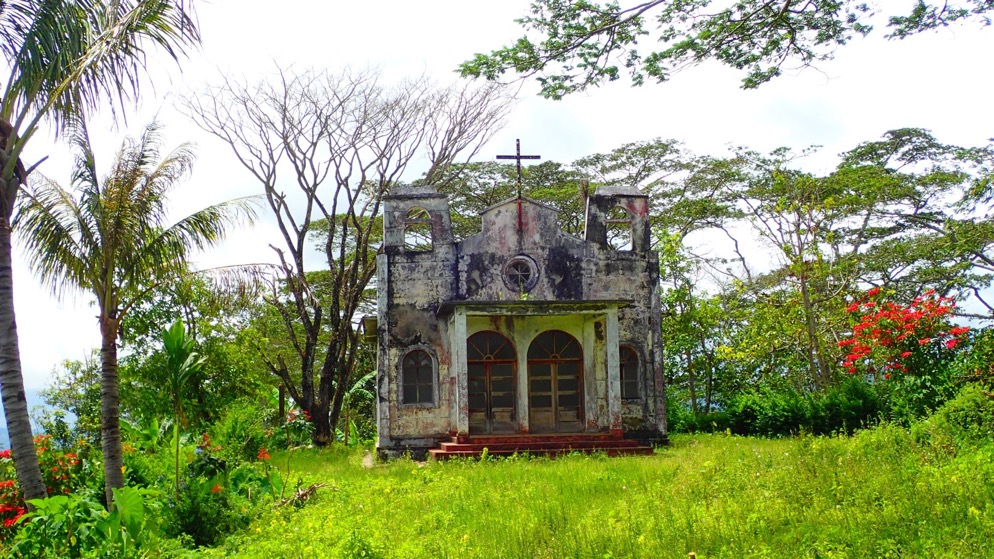
Verlassene Kirche nahe Saheu

Talimoro liegt im Norden des Verwaltungsamtes Ermera. Im Westen, Süden und Osten wird er von den Sucos Poetete Vila und Leguimea umschlossen, die sich aufgrund der verschiedenen Exklaven als Nachbarn Talmoros mehrmals abwechseln. Im Nordosten grenzt Talimoro an die Sucos Riheu und Lauala und im Norden an die Sucos Tocoluli und Fatuquero, die zum Verwaltungsamt Railaco gehören. Die Nordgrenze bildet der Fluss Gleno, wobei Tocoluli eine kleine Exklave am Südufer hat. Der Goumeca und der Roumetalena, Zuflüsse des Gleno, durchqueren bis zu ihrer Mündung den Nordosten Talimoros. Die Flüsse gehören zum System des Lóis. Der Suco teilt sich in die fünf Aldeias Bura, Leberti, Lima Mesac (Lima Mesak), Moris Foun und Nunusua.
Bei der Gebietsreform 2015 wurde das Territorium von Talimoro bis zum Gleno nach Norden ausgedehnt, wodurch die Fläche von 4,52 km². auf 6,30 km² zunahm. Unter anderem kam der gesamte Westen der Gemeindehauptstadt Gleno zu Talimoro.
Das Zentrum und den Süden Talimoros durchqueren nur kleine Straßen. Entlang der Ost-West-Straße durch den Süden des Sucos liegen die Dörfer Talimoro, Raibiute und Saheu. In Saheu gibt es eine Grundschule.

## Einwohner
In Talimoro leben 7.842 Einwohner (2022), davon sind 3.984 Männer und 3.858 Frauen. 5.372 von ihnen wohnen in einer urbanen Umgebung, 2.470 im ländlichen Teil des Sucos. Im Suco gibt es 1.276 Haushalte. Der Suco ist als urban definiert. Über 82 % der Einwohner geben Tetum Prasa als ihre Muttersprache an. Über 6 % sprechen Mambai und eine kleine Minderheit Tetum Terik.

## Politik

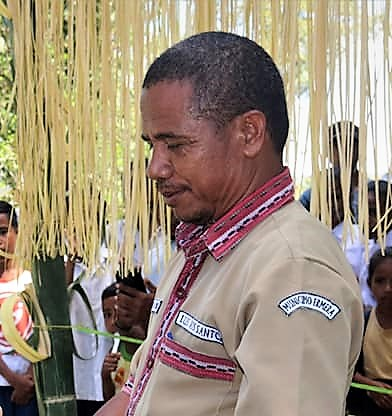
Luís dos Santos (2022)

Bei den Wahlen von 2004/2005 wurde Martinho Soares Martins zum Chefe de Suco gewählt. Bei den Wahlen 2009 gewann Luís dos Santos und wurde 2016 in seinem Amt bestätigt.